# Słonowice (województwo świętokrzyskie)
Słonowice – wieś w Polsce położona w województwie świętokrzyskim, w powiecie kazimierskim, w gminie Kazimierza Wielka.
W latach 1975–1998 miejscowość położona była w województwie kieleckim.
W 2019 r. Słonowice wraz z miastem Kazimierza Wielka oraz z sołectwami Cudzynowice i Donosy uzyskały na mocy Rozporządzenia Rady Ministrów status obszaru ochrony uzdrowiskowej („Obszar Ochrony Uzdrowiskowej Kazimierza Wielka”).

## Części wsi
| SIMC    | Nazwa      | Rodzaj    |
| ------- | ---------- | --------- |
| 0242230 | Podlesie   | część wsi |
| 0242246 | Reforma    | część wsi |
| 0242252 | Stara Wieś | część wsi |

## Zabytki
W Słonowicach znajduje się unikatowe w skali europejskiej stanowisko archeologiczne, pochodzące z okresu neolitycznej kultury pucharów lejkowatych, obejmujące zespół wielkich grobowców megalitycznych (megaksylony) sprzed ponad 5.000 lat.
Grobowce w Słonowicach to budowle o długości ok. 120 m, wysokości ok. 5 m. i szerokości ok. 10 m. Zbudowane z ziemi, kamieni i drewnianych bali o średnicy 30 cm, przypominają duże nasypy ziemne, kryją w środku drewniane lub kamienne komory wewnętrzne.
W Europie niemal identyczne budowle znaleziono tylko w megalitycznym centrum na Wyspach Brytyjskich.
Od kilku lat badania naukowe prowadzi tu krakowski oddział Instytutu Archeologii i Etnologii PAN.
W 2004 r. w jednym z nich, długim, wielkim grobowcu, w trakcie prowadzonych prac archeologicznych, w odsłoniętej komorze odnaleziono cenne wyposażenie grobowe, na które składało się: miedziany topór i sztylet oraz trzy zdobione naczynia ceramiczne.
W kulturze pucharów lejkowatych, narzędzia miedziane na terenie dzisiejszej Polski to wielka rzadkość; w tym okresie bowiem najbliższe znane dziś archeologom ośrodki metalurgii miedzi znajdowały się na Bałkanach i w Alpach.
Znaleziony miedziany topór i sztylet – narzędzia mające cechy użytkowe, przypuszczalnie ze względu na ich ówczesną wartość wykorzystywane były również jako symbole władzy – insygnia wodzowskie i prawdopodobnie dlatego też zostały tu złożone zmarłemu do grobu.